# Hypermarket Film
Hypermarket Film s.r.o. je nezávislá filmová produkční společnost se sídlem v Praze založená v roce 2003 Vítem Klusákem a Filipem Remundou. Pozici výkonné producentky ve společnosti zastává Tereza Horská. Hypermarket Film vyrábí celovečerní dokumentární filmy a televizní cykly. Z autorských a etických důvodů se nevěnuje výrobě reklam. Společnost spolupracuje se známými i debutujícími českými filmaři. 

## Celovečerní filmy
- Český sen, režie: Vít Klusák & Filip Remunda, 2004.
- Český mír, režie: Vít Klusák & Filip Remunda, 2009.
- Vše pro dobro světa a Nošovic, režie: Vít Klusák, 2010.
- For Semafor, režie: Miroslav Janek, 2010
- Doba měděná, režie: Ivo Bystřičan, 2010.
- Nic proti ničemu, režie: Petr Marek, 2010.
- Pod sluncem tma, režie: Martin Mareček, 2011.

## Dokumenty
- Burianův den žen, autoři konceptu: Jan Burian, Vít Klusák & Filip Remunda, 2008.
- Kytlice – Zimmer frei (o obci Kytlice), režie: Rozálie Kohoutová, 2012.
- Český žurnál (TV cyklus), režie: Vít Klusák & Filip Remunda, od 2013.